# Torre de Can Calderó
La Torre de Can Calderó és una obra d'Alella (Maresme) declarada Bé Cultural d'Interès Nacional.

## Descripció
Torre de vigilància de planta quadrada adossada a la part nord de l'edificació principal de Can Calderó. Consta de planta baixa i dos pisos i té un cos més elevat per a la caixa d'escala, fruit d'una transformació i després d'haver eliminat la coberta original a quatre aigües. Tant la torre principal com la secundària estan coronades per merlets esglaonats. L'aspecte actual és fruit d'una remodelació moderna quan es practiquen les actuals obertures amb els brancals, ampits i llindes de pedra granítica treballada.